# Ecclesiamagirdle House
Ecclesiamagirdle House, auch Ecclesmagirdle House, ist ein Herrenhaus nahe der schottischen Ortschaft Bridge of Earn in der Council Area Perth and Kinross. 1971 wurde das Bauwerk in die schottischen Denkmallisten in der höchsten Denkmalkategorie A aufgenommen. Das zugehörige Taubenhaus ist separat als Kategorie-A-Bauwerk klassifiziert.

## Geschichte
Im 12. Jahrhundert zählte die Länderei zu den Besitztümern der Lindores Abbey. Mit der Reformation und der Säkularisierung kirchlichen Besitzes, ging Eglismagirdill an David Leslie über. Dieser veräußerte das Anwesen an William Halyburton. König Karl I. bestätigte 1629 die Verpachtung an einen Herrn Carmichael. Dieser ließ vermutlich das 1648 fertiggestellte Ecclesiamagirdle House errichten. Der Westflügel wurde im Laufe des 19. Jahrhunderts hinzugefügt.

## Beschreibung
Ecclesiamagirdle House steht isoliert rund 2,5 km südwestlich von Bridge of Earn. Es handelt sich um ein für das 17. Jahrhundert typisches bewehrtes Haus eines Lairds. Der zweistöckige Bruchsteinbau weist einen T-förmigen Grundriss auf. Am Fuße des dreistöckigen Turms befindet sich das reliefiert eingefasste Eingangsportal mit flankierenden kleinen ionischen Säulen. Die Dachgauben stammen aus dem 19. Jahrhundert. Das abschließende Dach ist mit Staffelgiebeln ausgeführt.

## Taubenhaus
Der Taubenturm steht direkt südöstlich des Herrenhauses. Der kleine zylindrische Turm wurde vermutlich im Jahre 1648 errichtet. Er weist einen Außendurchmesser von 1,85 m und einen Innendurchmesser von 90 cm auf. An der Westseite führt eine Türe ins Innere des Bruchsteinmauerwerks. Dort sind 205 Nistkästen gereiht.